# Mitja Bricelj
Mitja Bricelj, slovenski naravovarstvenik, * 4. april 1959, Ljubljana.
Med 15. marcem 2007 in 30. oktobrom 2008 je bil državni sekretar Republike Slovenije na Ministrstvu za okolje in prostor Republike Slovenije.
Je predsedujoči barcelonski konvenciji o varstvu Sredozemskega morja.